# اگوایل
اگوایل (به آلمانی: Egweil) یک شهر در آلمان است که در آیشتت واقع شده‌است.

## خصوصیات
اگوایل ۹٫۳۹ کیلومترمربع مساحت دارد ۳۹۲ متر بالاتر از سطح دریا واقع شده‌است.